# Pinos Puente
Pinos Puente és un municipi andalús situat en la part nord-occidental de la Vega de Granada (província de Granada). Limita amb els municipis de Valderrubio, Íllora, Moclín, Atarfe, Santa Fe, Fuente Vaqueros, Láchar, Cijuela, Chimeneas i Moraleda de Zafayona. Pel seu terme municipal discorren els rius Genil i Frailes.
La seva economia es basa en una important agricultura de regadiu i ramaderia.